# Edmond Mouele
Edmond Mouele (ur. 18 lutego 1982) – piłkarz gaboński grający na pozycji środkowego obrońcy. Jest wychowankiem klubu AS Mangasport.

## Kariera klubowa
Mouele jest wychowankiem klubu AS Mangasport z miasta Moanda. W 2002 roku zadebiutował w jego barwach w pierwszej lidze gabońskiej. Sześciokrotnie wywalczył z Mangasport tytuł mistrza Gabonu w latach 2004, 2005, 2006, 2008, 2014 i 2015. Trzykrotnie zdobywał Coupe du Gabon Interclubs w latach 2005, 2007 i 2011, a także jeden raz Superpuchar Gabonu w 2006 roku.

## Kariera reprezentacyjna
W reprezentacji Gabonu Mouele zadebiutował w 2006 roku. W 2012 roku został powołany do kadry na Puchar Narodów Afryki 2012.